# کسپر یولمند
کسپر یولمند (دانمارکی: Kasper Hjulmand؛ زادهٔ ۹ آوریل ۱۹۷۲) بازیکن سابق و مربی فوتبال اهل دانمارک است.
از باشگاه‌هایی که در آن بازی کرده‌است، می‌توان به باشگاه فوتبال راندرس اشاره کرد.